# Филип Вилхелм фон Зайн-Витгенщайн-Зайн
Филип Вилхелм фон Зайн-Витгенщайн-Зайн (на немски: Philipp Wilhelm von Sayn-Wittgenstein-Sayn; * 5 септември 1688; † 6 май 1719, Киршгартхаузен/Зандхофен) е граф на Зайн-Витгенщайн-Зайн, господар на Киршгартхаузен/Зандхофен до Манхайм.

## Произход
Той е единственият син на граф Карл Лудвиг фон Зайн-Витгенщайн-Зайн, господар на Киршгартхаузен († 21 октомври 1699), и съпругата му Анна Мета фон Брокдорф († 6 януари 1718), дъщеря на Йоахим фон Брокдорф и Мета фон Румор.
Той умира на 6 май 1719 г. в Киршгартхаузен на 30 години.

## Фамилия
Филип Вилхелм фон Зайн-Витгенщайн-Зайн се жени на 9 ноември 1712 г./9 декември 1712 г. в Бирщайн за графиня Анна София фон Изенбург-Бюдинген-Бирщайн (* 10 септември/ноември 1691, Бирщайн; † 20 септември 1765), дъщеря на граф Вилхелм Мориц фон Изенбург-Бирщайн (1657 – 1711) и Анна Амалия фон Изенбург-Бюдинген (1653 – 1700). Те имат децата:
- Вилхелмина Анна Амалия фон Зайн-Витгенщайн (* 25 октомври 1714; † 9 септември 1774)
- Карл Филип Вилхелм фон Зайн-Витгенщайн (* 6 юни/16 юли 1716; † 28 януари 1720)
- Кристиан Ернст фон Зайн-Витгенщайн (* 13 юли 1718; † 1718)
- Георг Август фон Зайн-Витгенщайн (* 13 юли 1718; † 1741)